# Liste der Landschaftsschutzgebiete im Kreis Herzogtum Lauenburg
Der Kreis Herzogtum Lauenburg hat alle Landschaftsschutzgebiete aufgehoben.